# 细软茴芹
细软茴芹（学名：Pimpinella flaccida）为伞形科茴芹属的植物，是中国的特有植物。分布于印度以及中国大陆的云南、四川等地，生长于海拔2,900米至3,800米的地区，多生长于山谷草坡上以及林下，目前尚未由人工引种栽培。